# Хуманоид
Хуманоид (од лат. homo, „човек” и грч. εἶδος [], „облик”) је израз који се односи на свако биће чија телесна структура подсећа на човечију. У том смислу, израз описује примате као и митолошке створове, или креатуре, и вештачке организме (роботе), посебно у вези са научном фантастиком и фантастиком.
Андроид или гиноид је хуманоидни робот конструисан тако да изгледа као да је одређеног пола (андроид мушког, гиноид женског), иако су те речи, у принципу, синоними.